# Eisenbahnunfall im Thumkuhlental
Der Eisenbahnunfall im Thumkuhlental ereignete sich am 6. Juli 1927 und war der folgenschwerste Eisenbahnunfall, der sich auf den Harzer Schmalspurbahnen ereignete. Sechs Menschen starben.

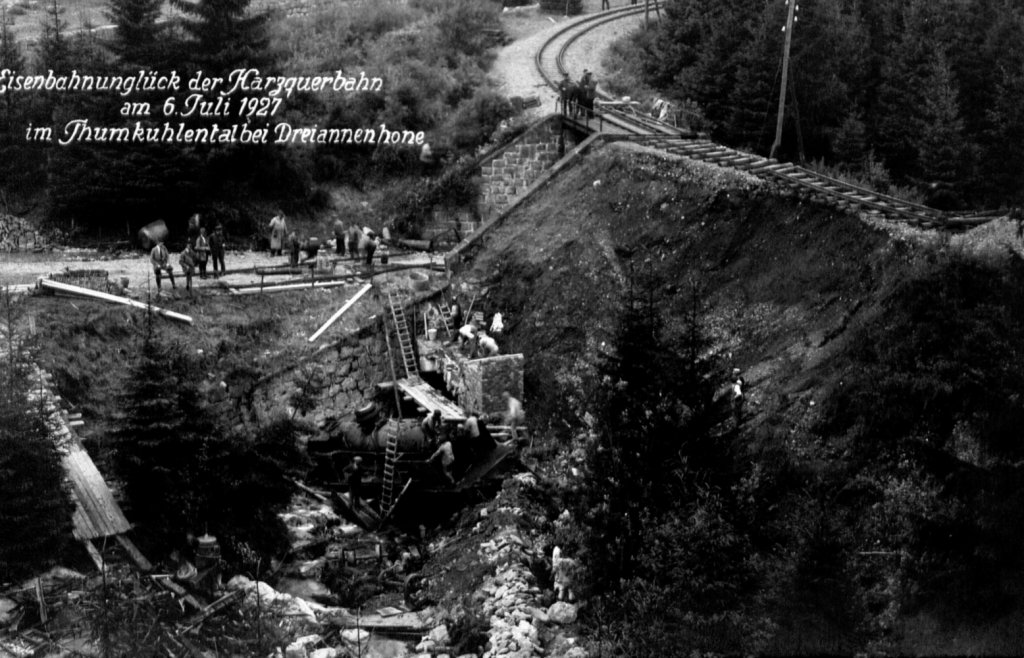
Unfallstelle

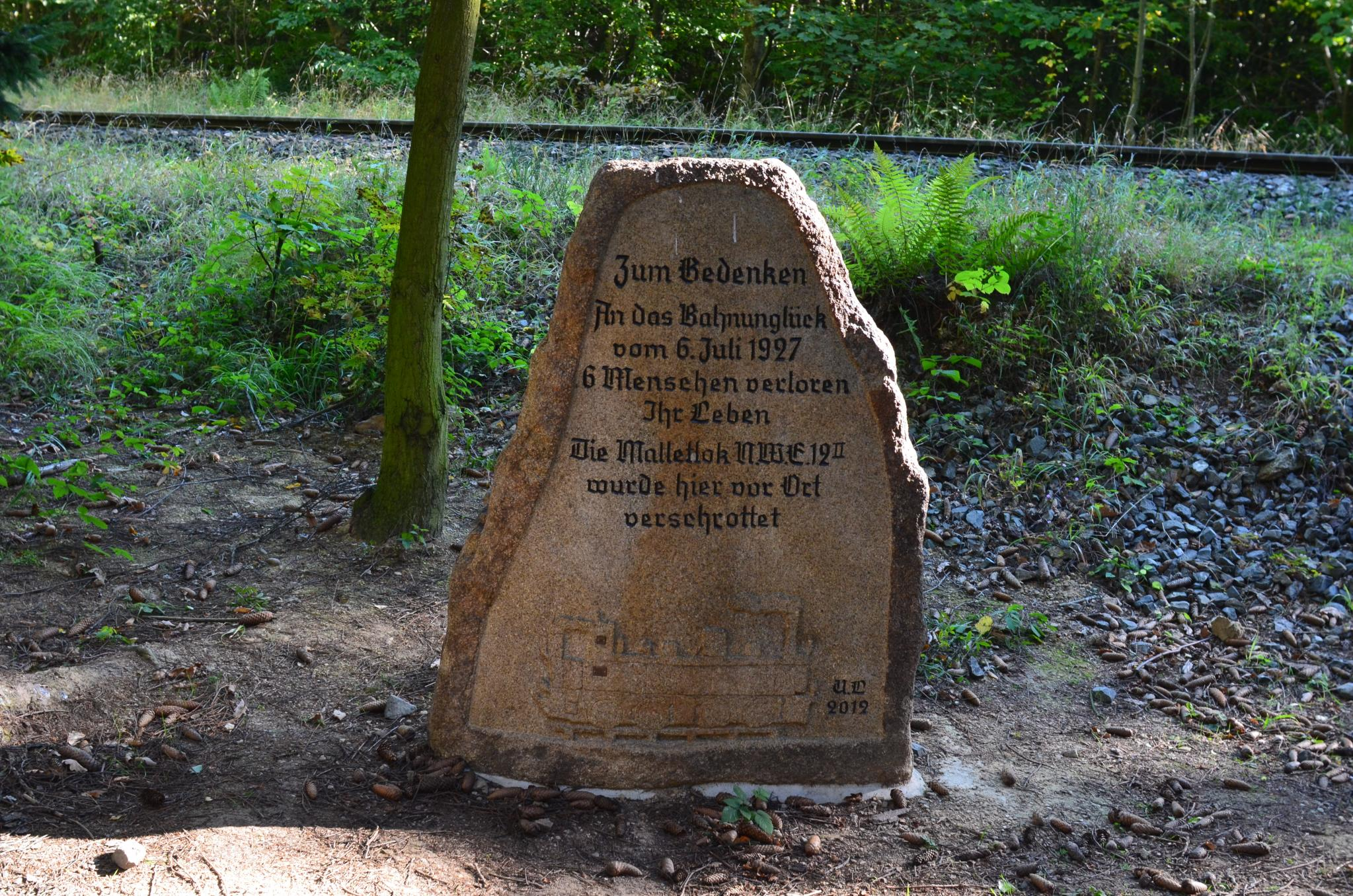
Gedenkstein an der Unfallstelle

## Ausgangslage
Die Harzquerbahn durchfährt südlich von Wernigerode auf einem hohen Bahndamm, der zugleich einen engen Gleisbogen bildet, das Thumkuhlental. Hier befindet sich auch ein Durchlass für den normalerweise kleinen Bach Braunes Wasser.
Gegen 17:40 Uhr befuhr der aus Richtung Nordhausen kommende Personenzug 35 den Bahndamm. Er wurde von der Dampflokomotive 12II gezogen.
Am Nachmittag des 6. Juli 1927 hatte sich ein schweres Gewitter mit hohem Niederschlag im östlichen Harz entladen. Die Oberflächengewässer schwollen dort stark an, so auch das Braune Wasser, das um mehr als 3 m anstieg.

## Unfallhergang
Der Durchmesser des Durchlasses im Bahndamm für das Wasser aus dem Thumkuhlental war für solche Wassermassen wie die, die mit dem Braunen Wasser bergab schossen, nicht ausgelegt. Sie stauten sich deshalb am Bahndamm und unterspülten ihn. Als der Zug 35 den Damm befuhr, gab er unter dessen Gewicht nach. Der Zug entgleiste, die Lokomotive, ein Packwagen und ein Personenwagen stürzten etwa 12 m in die Tiefe.

## Folgen
Bei dem Unfall kamen Lokomotivführer und Heizer der Lokomotive, zwei weitere Eisenbahner und zwei Reisende ums Leben. Einige der Leichen wurden von dem Bach über 20 km mitgerissen und erst am Tag nach dem Unfall bei Silstedt gefunden. Darüber hinaus wurden 25 Menschen verletzt, neun davon schwer. An der Lokomotive und zwei oder drei Eisenbahnwagen entstand Totalschaden.
Die Strecke blieb zwischen den Bahnhöfen Steinerne Renne und Drei Annen Hohne für die Bergungs- und Reparaturarbeiten mehr als zwei Wochen gesperrt. Erst am 24. Juli 1927 wurde der Verkehr wieder aufgenommen.